# Werchnij Jalowez
Werchnij Jalowez (ukrainisch Верхній Яловець, russisch Верхний Яловец Werchni Jalowez, rumänisch Ialovățul de Sus) ist ein Dorf in den Ostkarpaten im Südwesten der ukrainischen Oblast Tscherniwzi mit etwa 180 Einwohnern (2006).
Werchnij Jalowez befindet sich in Pokutien, das ehemalige Gemeindezentrum Schepit befindet sich 7 km südöstlich, das ehemalige Rajonzentrum Putyla etwa 30 km nördlich und die Oblasthauptstadt Czernowitz etwa 100 km nordöstlich vom Dorf.
Das Bergdorf liegt auf 980 m Höhe im Südosten der historischen Landschaft Bukowina nahe der ukrainisch-rumänischen Grenze. Im Dorf mündet die 18 km lange Jalowytschera (Яловичера) von rechts in den Bilyj Tscheremosch.
Am 26. Januar 2017 wurde das Dorf ein Teil der neu gegründeten Landgemeinde Seljatyn im Rajon Putyla, bis dahin gehörte es zur Landratsgemeinde Schepit im Süden des Rajons.
Seit dem 17. Juli 2020 ist der Ort ein Teil des Rajons Wyschnyzja.

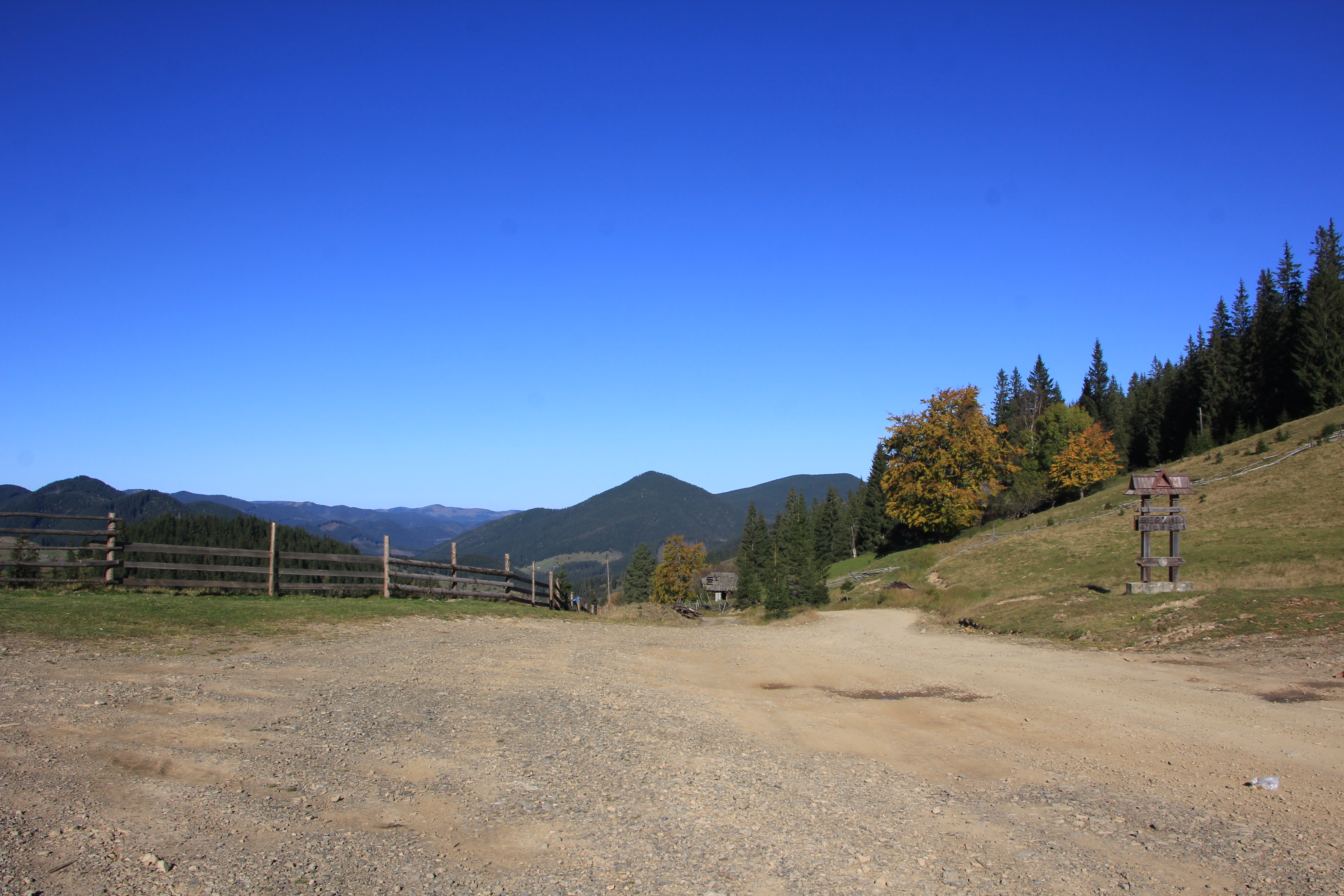
Dorfeingang
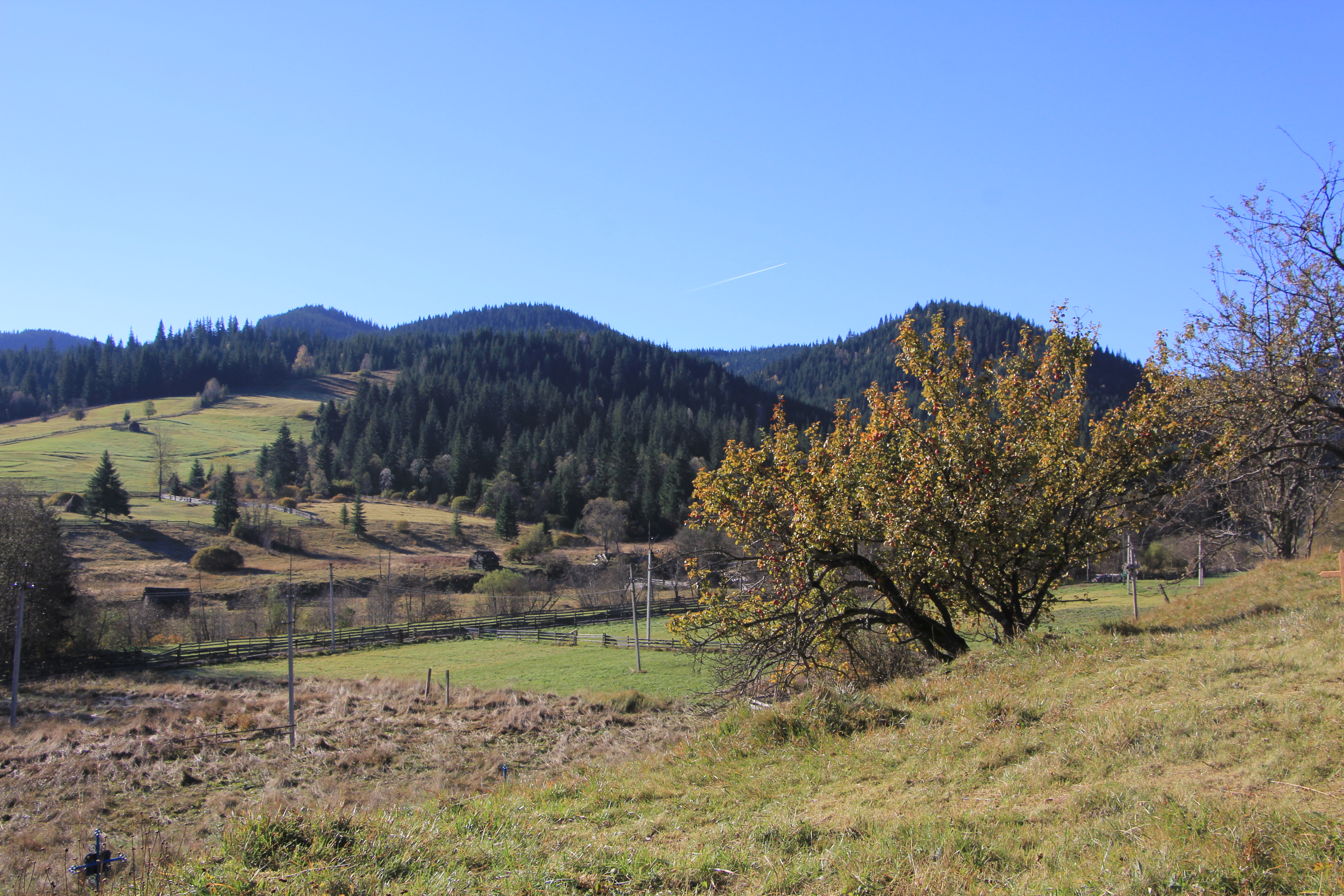
Blick von der Kirche in die Bukowiner Karpaten
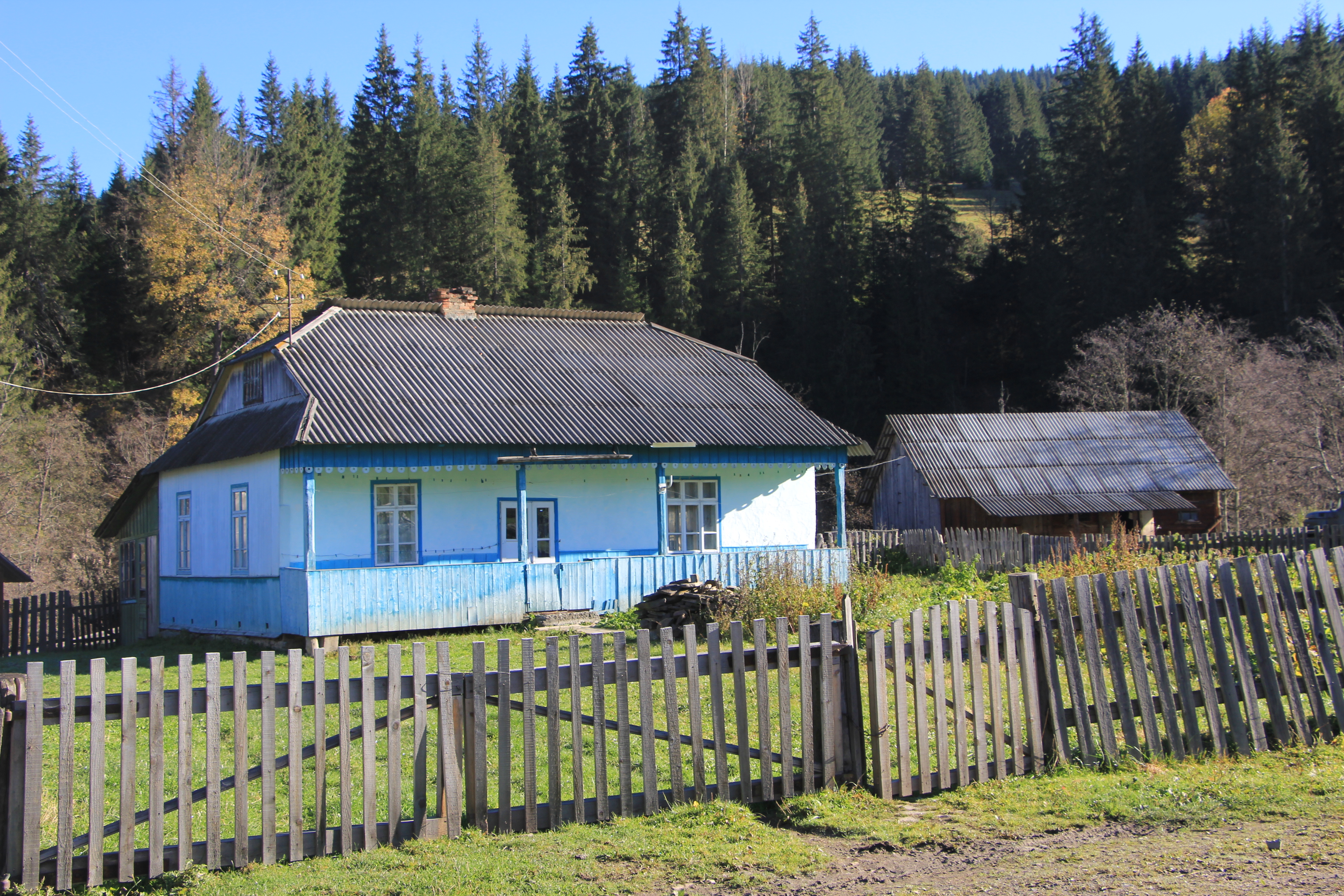
Altes Holzhaus im Ort
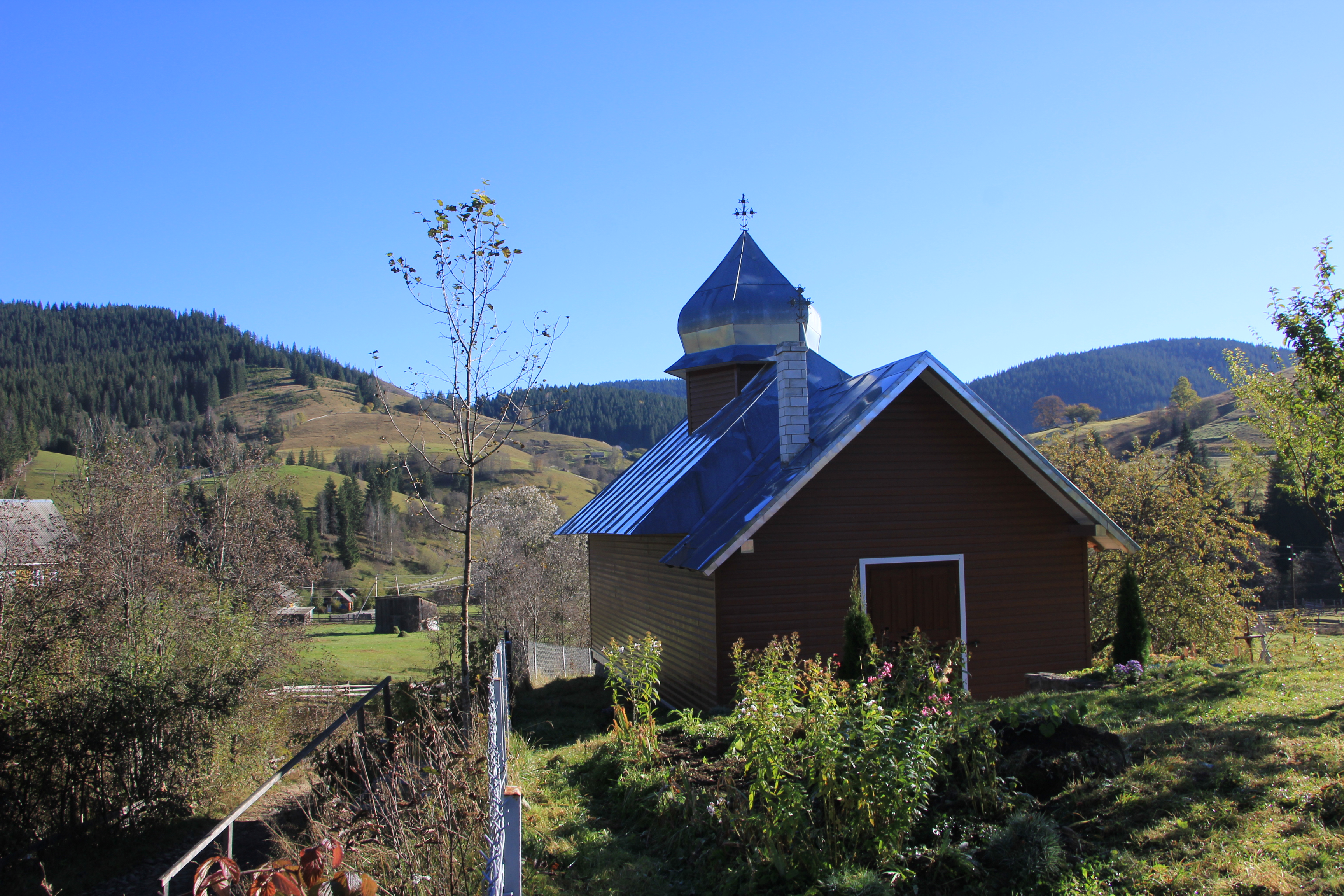
Holzkirche